# Keane (grup)
Keane és un grup anglès de Battle (East Sussex) creat l'any 1995, adquirint la seva denominació actual dos anys després (1997). Els seus quatre primers materials discogràfics, Hopes and Fears, Under the Iron Sea, Perfect Symmetry i Night Train van anar directes al número 1 de la llista de vendes del Regne Unit immediatament després del seu llançament. Amb els seus tres primers treballs discogràfics han aconseguit un total de 10 milions de còpies venudes.
El grup el componen el compositor i pianista Tim Rice-Oxley; el cantant i guitarrista Tom Chaplin, el bateria Richard Hughes i el baixista Jesse Quin. Dominic Scott era el guitarrista del grup fins que va abandonar el 2001, mentre que Jesse Quin no es va incorporar oficialment al grup fins al Febrer de 2011, després d'haver estat de gira amb ells des de finals de 2007.
Keane són coneguts per utilitzar el piano com el seu principal instrument en comptes de la guitarra en els seus dos primers àlbums, Hopes and Fears i Under the Iron Sea, al contrari de molts altres grups de rock. No obstant, utilitzen pedals d'efectes i sintetitzadors per a aconseguir un registre de sons més ampli i no limitar-se al tradicional so del piano. Però a partir del tercer àlbum, Perfect Symmetry, el grup va incloure les guitarres enter els seus intruments. La veu d'en Tom Chaplin és considerada com un dels factors d'èxit del grup.

## Discografia

### Àlbums d'estudi
- Hopes and Fears (2004)
- Under the Iron Sea (2006)
- Perfect Symmetry (2008)
- Strangeland (2012)
- Cause and Effect (2019)

### EPs
- Retrospective EP 1: Everybody's Changing (2008)
- Retrospective EP 2: Sunshine (2010)
- Night Train (2010)

### Àlbums en directe
- Live Recordings 2004 (2004)
- Live in the UK (2006)
- Live Recordings European Tour (2008)
- iTunes Festival London (2010)

### DVD
- Strangers (2005)
- Keane LIVE (2007)

## Gires
- Hopes and Fears Tour (2004 - 2005)
- Under the Iron Sea Tour (2006 - 2007)
- Perfect Symmetry World Tour (2008 - 2009)
- Night Train Tour i UK Forest Tour (2010)